# Émile Mercier
Émile Mercier (n. secolul al XIX-lea – d. secolul al XX-lea) a fost un arcaș ce a reprezentat Franța, medaliat olimpic. A participat la o ediție a Jocurilor Olimpice (1900) în care a câștigat o medalie de bronz.

## Participări
Lista de mai jos prezintă principalele competiții la care a participat Émile Mercier de-a lungul carierei.
- archery at the 1900 Summer Olympics – au chapelet 50 metres[*][1]